# جیبرلیک اسید
جیبرلیک اسید (به انگلیسی: Gibberellic acid) با فرمول شیمیایی C۱۹H۲۲O۶ یک هورمون گیاهی با شناسه پاب‌کم ۵۲۲۶۳۶ و جرم مولی آن ۳۴۶٫۳۷ g/mol می‌باشد. اسید جیبرلیک (GA) یکی از بهترین و معروفترین هورمونهای گیاهی گروه جیبرلین می‌باشد.